# Petrochromis famula
Petrochromis famula é uma espécie de peixe da família Cichlidae.